# Saint-Paul-Trois-Châteaux
Saint-Paul-Trois-Châteaux (okcitansko Sant Pau Tres Castèus) je naselje in občina v jugovzhodnem francoskem departmaju Drôme regije Rona-Alpe. Leta 2006 je naselje imelo 8.340 prebivalcev.

## Geografija
Kraj leži v pokrajini Daufineji 72 km južno od Valence.

## Uprava
Saint-Paul-Trois-Châteaux je sedež istoimenskega kantona, v katerega so poleg njegove vključene še občine La Baume-de-Transit, Bouchet, Clansayes, Montségur-sur-Lauzon, Rochegude, Saint-Restitut, Solérieux, Suze-la-Rousse in Tulette z 18.309 prebivalci.
Kanton Saint-Paul-Trois-Châteaux je sestavni del okrožja Nyons.

## Zanimivosti
- katedrala Notre-Dame-et-Saint-Paul, zgrajena v 12. in 13. stoletju, nekdanji sedež škofije Saint-Paul-en-Tricastin, ukinjene s konkordatom leta 1801, ko je bilo njeno ozemlje razdeljeno na škofiji Valence in Avignon.

## Pobratena mesta
- Eltmann (Bavarska, Nemčija),
- Trecate (Piemont, Italija).